# Catedral de la Santa Trinidad (Sibiu)
La catedral de la Santa Trinidad, (en rumano: Catedrala Sfânta Treime din Sibiu), localizada en la calle Mitropoliei n.º 35 de la ciudad de Sibiu, Rumanía, es la sede del arzobispado ortodoxo rumano de Sibiu y de la metrópolis de Transilvania. Está construido en el estilo de una basílica bizantina, inspirado en Santa Sofía, con las agujas inspiradas en la arquitectura religiosa transilvana y elementos barrocos.

## Historia
La idea de construir una catedral ortodoxa en Sibiu empezó con el obispo metropolitano Andrei Şaguna, quién en otoño de 1857 pidió permiso al emperador Francisco José I para enviar una circular a su diócesis pidiendo a los sacerdotes y seglares que dieran donaciones. Envió la circular antes de la Navidad de ese año y el primer donante fue el mismo emperador, quién dio 1000 monedas de oro, seguido del gobernador de Transilvania con 50, Şaguna con 2000 florines, y muchos otros. Las donaciones continuaron tras la muerte de Şaguna en 1873; la primera piedra fue colocada el 18 de agosto de 1902, con Ioan Meţianu de obispo metropolitano. Para liberar espacio y construir la catedral (hicieron falta cinco parcelas en la calle Mitropoliei y tres en la calle Xenopol donde también hay una entrada), ocho casas cercanas tuvieron que ser derribadas, así como una pequeña iglesia griega construida entre 1797-1799 que hasta entonces había servido como catedral.
Las obras, coordinadas por el arquitecto de ciudad Iosif Schussnig, empezaron en 1902 y finalizaron en 1904, cuando se terminó el techo cobrizo. El diseño, realizado por Virgilio Nagy y Iosif Kamner de Budapest, fue elegido de entre los diseños entregados por 31 arquitectos austríacos y húngaros. El 13 de diciembre de 1904, las cuatro campanas eran bendecidas y colocadas en las dos agujas principales (durante la Primera Guerra Mundial, el ejército austro-húngaro fundió las tres campanas en la aguja occidental para utilizarlas como cañones; estas no fueron reemplazadas hasta 1926). El iconostasio y el kliros fueron fabricados en la empresa Constantin Babic en Bucarest; y se instaló luz eléctrica. El iconostasio (de madera tallada recubierta de oro) y la cúpula (mostrando al Pantocrátor franqueado por ángeles) fueron pintados por Octavian Smigelschi, del pueblo cercano de Ludos.

## Descripción
El exterior es de ladrillo rojo y amarillo. La amplia nave limita con techos esféricos más pequeños y cuatro torres: dos más pequeñas octagonales, y dos más grandes cerca de la entrada con una base cuadrada que se hace octagonal cerca de la campana. El remate de las torres tienen forma de bombillas dobles, con un tragaluz en el centro. La entrada principal está ubicada a través de un pórtico con tres puertas semicirculares. Detrás de este y entre las torres principales se halla un amplio vestíbulo semicircular con una ventana con forma parecida a un vitral, mientras que el exterior está decorado con mosaicos redondos que muestran a Jesús y los Cuatro Evangelistas. La catedral mide 53,10m de largo y 25,40m de ancho en el centro, la cúpula mide 24,70m de alto (34,70m en el exterior) y 15m de diámetro, mientras las agujas miden 43m de alto (45m incluyendo las cruces).
El 30 de abril de 1906, el obispo metropolitano Meţianu, junto con su sufragáneo obispo de Arad, Ioan Papp, y un grupo de sacerdotes y diáconos, consagraron la catedral. Nicolae Iorga también estuvo presente y donó un encolpion de plata y un icono. Desde su consagración, la catedral ha experimentado un número de restauraciones y mejoras: las paredes han sido decoradas con pinturas neo-bizantinas de Iosif Keber y Anastasie Demian, y se han añadido objetos litúrgicos, vestimentas, libros y un sistema de sonido. La Divina Liturgia y las Vísperas se celebran diariamente, así como otros servicios cuando se soliciten.

## Galería

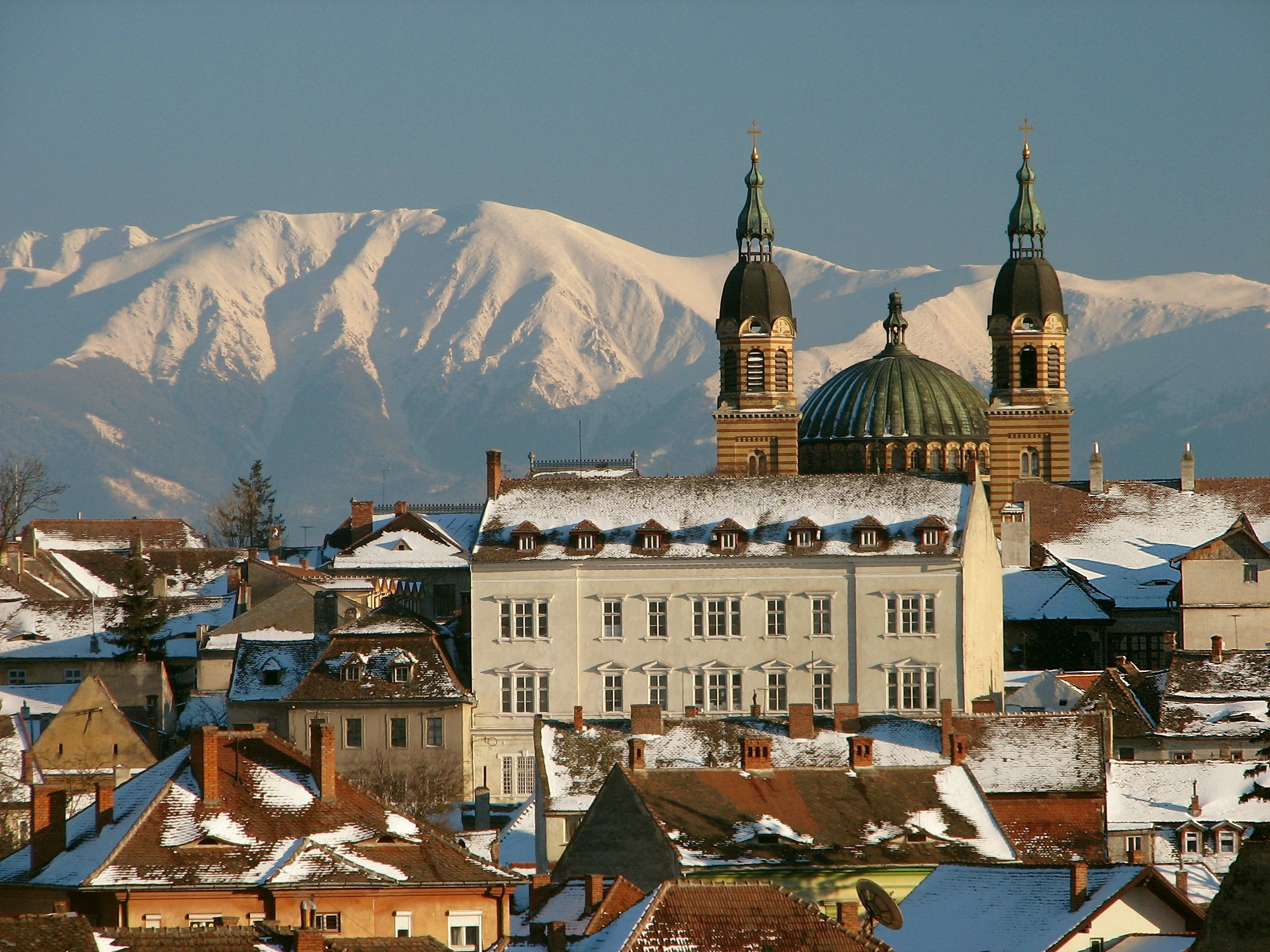
La catedral en invierno
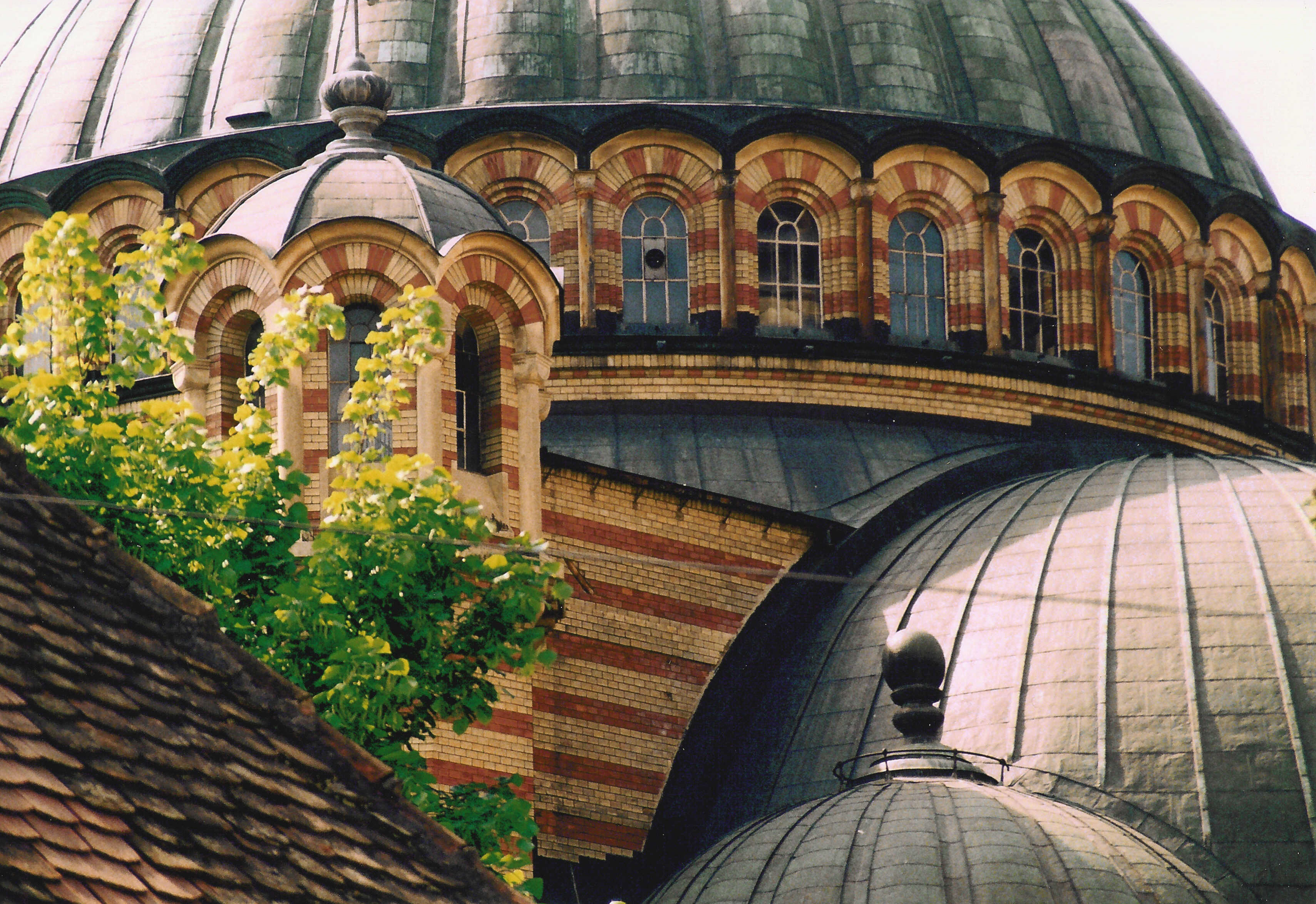
Detalle: cúpula principal, torres más pequeñas, cúpulas laterales
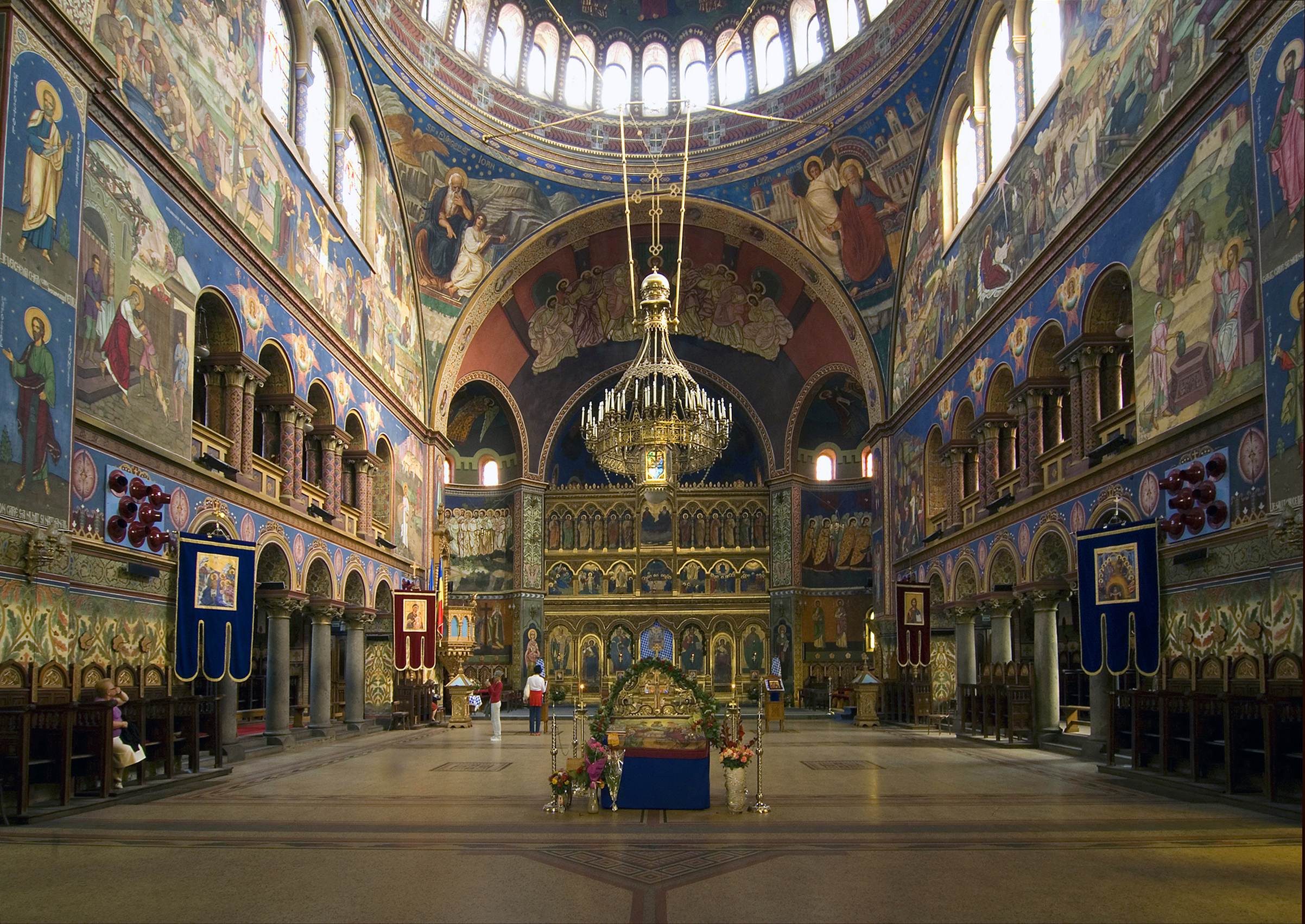
Nave e iconostasio
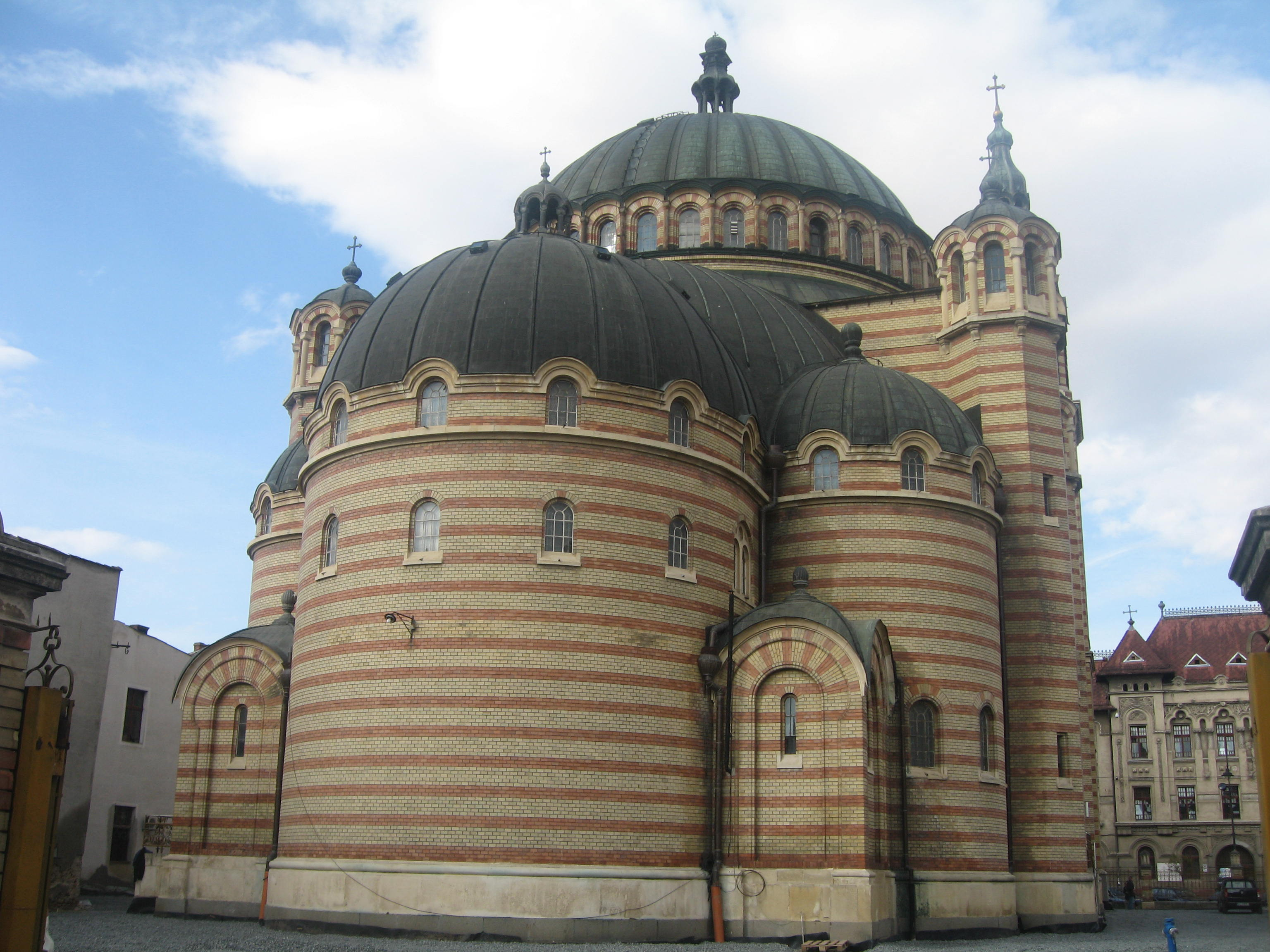
La nave exterior
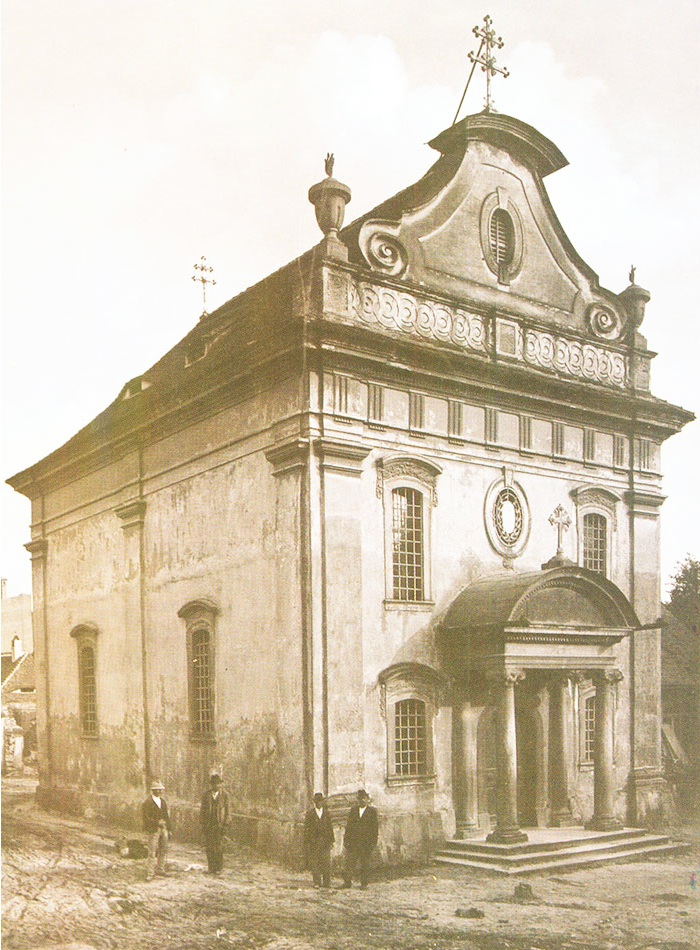
La catedral vieja